# St. Antonius (Haselbach)

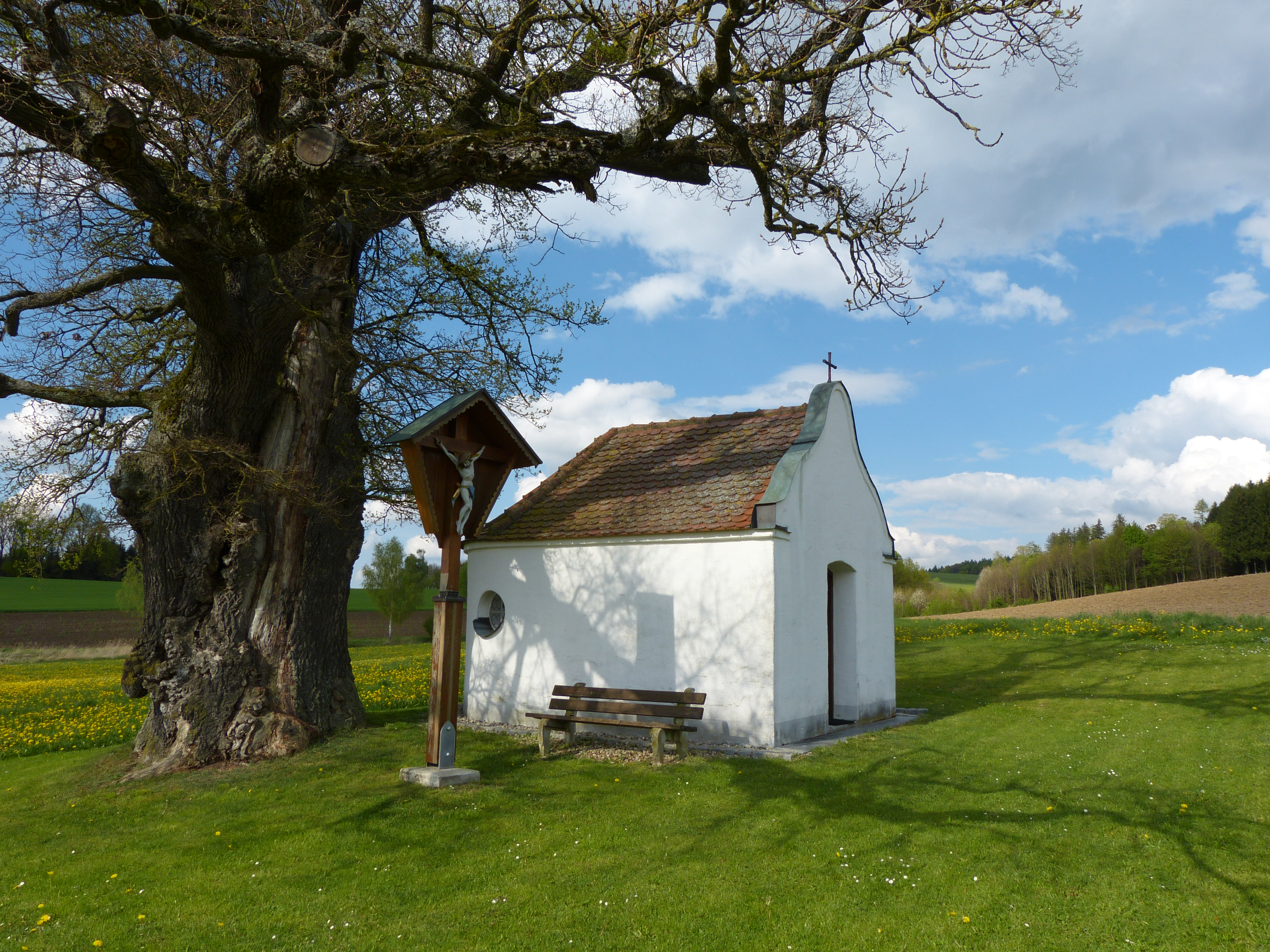
St. Antonius, Haselbach

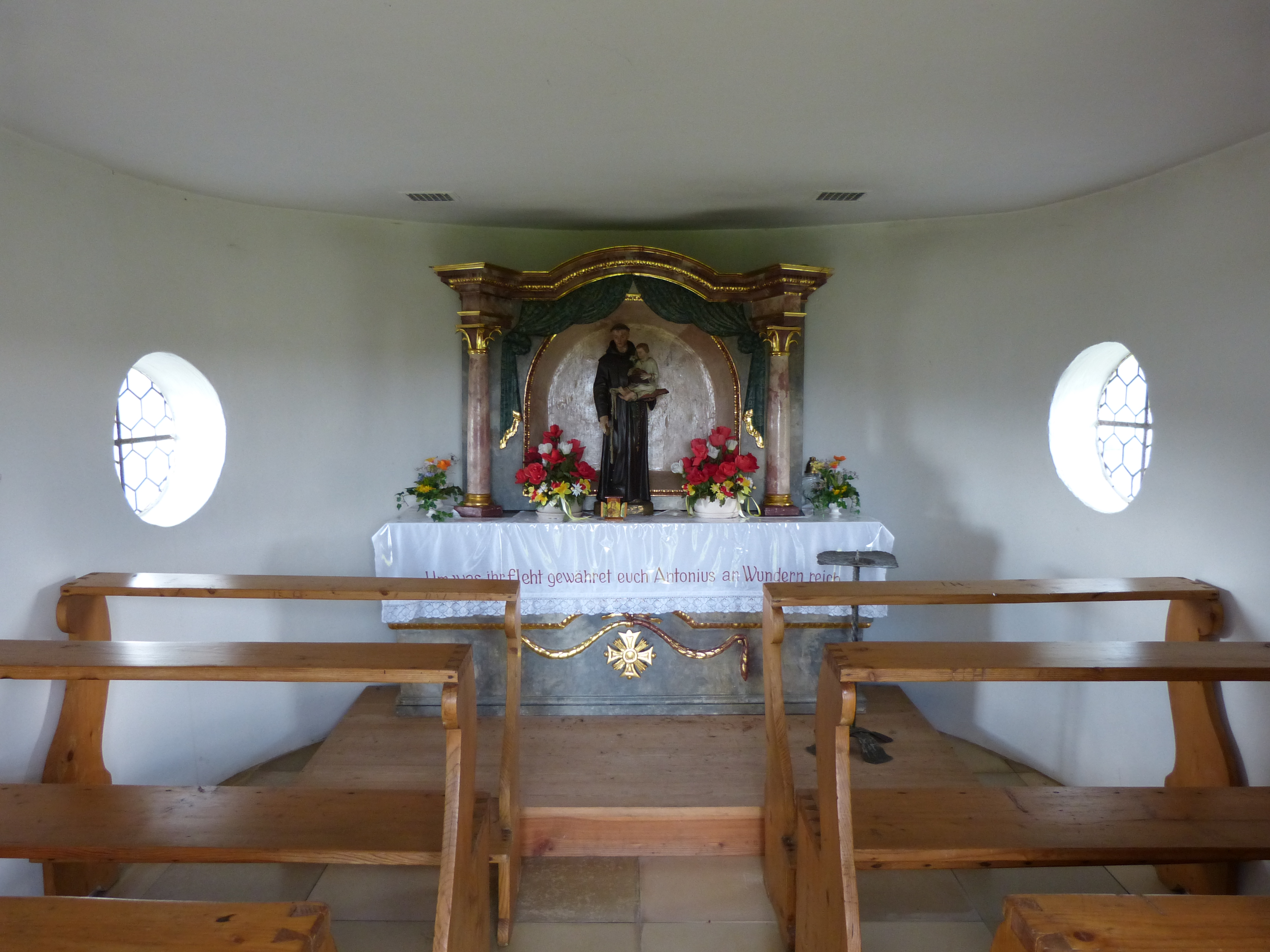
Innenansicht von St. Antonius, Haselbach

St. Antonius ist eine römisch-katholische Kapelle im oberschwäbischen Haselbach, einem Ortsteil von Eppishausen. Sie wurde im Oktober 1728 von Josef Schuster und Josef Negele erbaut. An ihrem Platz befand sich schon länger eine Bildsäule. 1875 wurde sie restauriert. Der etwa 200 Meter nordwestlich vom Ort unter einer alten Eiche stehende und nach Norden gerichtete Bau ist sehr niedrig und flachgedeckt. Er besitzt kleine Kreisfenster beiderseits des Halbkreisschlusses. An der Südseite befindet sich eine Stichbogentüre und ein dreilappig geschweifter Giebel.
Der kleine Altar aus dem frühen 19. Jahrhundert besteht aus Holz und ist marmoriert. Er ist breit und besitzt einen zweisäuligen Aufsatz mit Rundbogennische und geschweiftem Gebälk. Die Figuren des heiligen Antonius in Verzückung vor der Muttergottes kniend wurden Anfang des 19. Jahrhunderts nach F. Zoepfl von Anton Schuster aus Mindelheim angefertigt. Sie wurden 1966 gestohlen. Über den Verbleib ist nichts bekannt.